# Asianellus kazakhstanicus
Asianellus kazakhstanicus is een spinnensoort in de taxonomische indeling van de springspinnen (Salticidae).
Het dier behoort tot het geslacht Asianellus. De wetenschappelijke naam van de soort werd voor het eerst geldig gepubliceerd in 1996 door Dmitri Viktorovich Logunov & Heciak.